# R. Scott Dunbar
| Entdeckte Asteroiden: 7                                              | Entdeckte Asteroiden: 7 | Entdeckte Asteroiden: 7 |
| -------------------------------------------------------------------- | ----------------------- | ----------------------- |
| Nummer und Name                                                      | Entdeckungsdatum        |                         |
| (3360) Syrinx                                                        | 4. November 1981        | [1]                     |
| (3362) Khufu                                                         | 30. August 1984         | [2]                     |
| (3551) Verenia                                                       | 12. September 1983      |                         |
| (6065) Chesneau                                                      | 27. Juli 1987           | [1]                     |
| (6435) Daveross                                                      | 24. Februar 1984        | [1]                     |
| (7163) Barenboim                                                     | 24. Februar 1984        | [1]                     |
| (161995) 1983 LB                                                     | 13. Juni 1983           |                         |
| - [1] zusammen mit Eleanor Helin - [2] zusammen mit Maria A. Barucci |                         |                         |

Roy Scott Dunbar ist ein US-amerikanischer Planetologe und Asteroidenentdecker.
Als Mitarbeiter des Jet Propulsion Laboratory nahm er am PCAS des Palomar-Observatoriums teil. Im Laufe dieses Projekts entdeckte er insgesamt acht Asteroiden, sechs zusammen mit Eleanor Helin.
Seine Arbeit über die Stabilität von Trojanerähnlichen Librationen im System Erde-Sonne führte zu einem am Palomar-Observatorium durchgeführten Suchprogramm nach Erdtrojanern.

## Ehrungen
Der von E. Helin und Schelte John Bus entdeckte Asteroid (3718) Dunbar wurde nach ihm benannt.